# ماهی آبنوس آمور
ماهی آبنوس آمور (نام علمی: Pungitius sinensis) نام یک گونه از سرده ماهی نه‌خاره است.